# شبكة الصحافة الأرضية
شبكة الصحافة الأرضية (EJN) عبارة عن مشروع تابع لمنظمة إنترنيوز (Internews) وإنترنيوز أوروبا (Internews Europe) يهدف إلى تمكين الصحفيين البيئيين من الدول النامية في مختلف أرجاء العالم. وتعد إنترنيوز منظمة دولية غير هادفة للربح تتمثل مهمتها في تمكين وسائل الإعلام المحلية في مختلف أرجاء العالم لمنح الأشخاص الأخبار والمعلومات التي يحتاجون إليها، والقدرة على التواصل، والوسائل اللازمة لتمكينهم من إيصال صوتهم. ومن خلال ورش عمل التدريب، وتطوير التدريب والمواد المرجعية، والمنصات الأكثر شمولية للإنتاج والتوزيع، وتوزيع المنح الصغيرة، عملت شبكة الصحافة الأرضية على تأسيس وتقوية الشبكات الخاصة بالصحفيين البيئيين منذ أن تم تأسيسها في عام 2006. وأعضاء شبكة الصحافة الأرضية هم آلاف من الصحفيين من 70 دولة من مختلف أرجاء العالم. وبشكل إجمالي، فقد أنتجوا ما يزيد على 3500 رواية إخبارية للمنافذ المطبوعة وللراديو والمنافذ المتاحة عبر الإنترنت، مع التركيز بشكل خاص على أمور مثل التغير المناخي والتنوع الحيوي والمياه والصحة البيئية والمحيطات والموارد الساحلية.

## العمل

### الزمالات
تمنح شبكة الصحافة الأرضية درجات الزمالة، سواء بشكل مستقل أو بالشراكة مع المنظمات الأخرى، لكبار الصحفيين بما يسمح لهم بحضور الأحداث والمؤتمرات الهامة في مجال البيئة. وفي هذه المؤتمرات، والتي اشتملت على العديد من مؤتمرات الأحزاب (COP) (مؤتمرات الأمم المتحدة بشأن التغير المناخي) وريو +20 (مؤتمر الأمم المتحدة بشأن التنمية المستدامة)، يشارك الصحفيون في أنشطة لبناء القدرات وعمل تقارير حول تطورات الأحداث للمنافذ الإعلامية المحلية التي يعملون بها. وقبل وأثناء هذه الأحداث، تعقد شبكة الصحافة الأرضية العديد من ورش العمل من أجل تدريب المراسلين على أفضل الممارسات المتعلقة بالصحافة البيئية.

#### برنامج علماء شبكة الصحافة الأرضية
مع بداية عام 2013، قامت شبكة الصحافة الأرضية بعمل شراكة مع كلية الاتصالات للخريجين في جامعة كاليفورنيا في بيركلي. وسيتمثل محور هذا التعاون في دورة على مستوى الخريجين حول المراسلة البيئية الدولية، بما في ذلك رحلات المراسلين في الدولة الأخرى للطلاب، وفي السنوات المستقبلية، توفير زمالات للصحفيين الأجانب في منتصف العمر المهني لزيارة جامعة كاليفورنيا في بيركلي على مدار فصل دراسي.

#### المنحة الصغيرة من شبكة الصحافة الأرضية
دعم مشروع المنحة الصغيرة من شبكة الصحافة الأرضية، والمصمم لتشجيع الإبداع والابتكار في مجال التغطية البيئية وعمل شبكات جديدة للصحفيين البيئيين وبناء قدرات الصحفيين، حتى هذه اللحظة عشر مشروعات في عشر دول مختلفة في العالم. وفي عام 2012، تشاركت خمسة مشروعات في الأرجنتين وجمهورية إفريقيا الوسطى والهند والفلبين وتونس من أجل بناء شبكات الصحفيين البيئيين الجديدة مع تقوية الشبكات الموجودة.

### الصحافة البيئية
تشاركت شبكة الصحافة الأرضية مع منظمة O Eco البرازيلية في عام 2012 من أجل إطلاق InfoAmazonia، وهي عبارة عن خريطة رقمية تفاعلية لتتبع التدهور البيئي عبر الأمازون نتيجة للأنشطة التي تشتمل على التعدين وإزالة الغابات والحفر بحثًا عن النفط والتغطية الإعلامية البيئية المتعلقة بالمنطقة. وهي الآن تقوم بتطوير Climate Commons، وهي أداة تخطيط مشابهة للولايات المتحدة، والتي سيتم إطلاقها في عام 2013.

### المناصرة

#### مقتل هانج سيري أودوم
في سبتمبر من عام 2012، قامت شبكة الصحافة الأرضية وجمعية الصحفيين البيئيين بتوزيع التماس مشترك يدعو الحكومة الكمبودية إلى بدء تحقيق كامل في جريمة مقتل الصحفي البيئي هانج سيري أودوم. وقد كان أودوم يغطي أنشطة قطع الأخشاب غير المشروعة لصالح صحيفة محلية فوراكشون خيمر دايلي (Vorakchun Khmer Daily)، حيث تم اكتشاف جثته وقد أصيبت رأسه بعدة ضربات بالفأس. وقد دعا آندرو ريفكين من صحيفة نيويورك تايمز إلى الاهتمام بهذا الالتماس في مدونته Dot Earth.

## القيادة
يعد جيمس فان، وهو صحفي يركز بشكل رئيسي على الشئون البيئية في الدول النامية، هو المدير التنفيذي لشبكة الصحافة الأرضية. وعلى مدار تسع سنوات خلال التسعينيات من القرن العشرين، كان فان يتواجد في تايلاند حيث كان يعمل مراسلاً ومحررًا في صحيفة ذا نيشن (The Nation)، وهي صحيفة يومية تصدر باللغة الإنجليزية ومقرها في بانكوك، وكان يستضيف برنامجًا تلفزيونيًا. وقد كان مؤسسًا مشاركًا للجمعية التايلاندية للصحفيين البيئيين. وقد تلقى فان جائزة أفضل 500 صحفي بيئي على مستوى العالم الصادرة من برنامج الأمم المتحدة للبيئة (UNEP) نظير التقارير البيئية التي كان يتم نشرها في صحيفة ذا نيشن، وقد تم تكريمه على يد جلالة الأميرة مها شاكري سيريندهورن نظير الخدمات التي قدمها إلى تايلاند. ويسرد كتابه أرض على شفير النار (A Land on Fire)، والذي تم نشره في عام 2003، المشكلات والمصائب التي كشف عنها أثناء العمل في المجال الصحفي البيئي في جنوب شرق آسيا. وهو يحمل درجة الماجستير في العلوم الدولية من جامعة كاليفورنيا.

## الدعم
لقد كان يتم تمويل أنشطة شبكة الصحافة الأرضية من خلال مؤسسة ماريسلا فاونديشن ومؤسسة جون دي وكاثرين تي ماك آرثر فاونديشن ووالاس ألكساندر جيربود فاونديشن وفي كان راسموسين فاونديشن وروبرت ومايكل فريند فاونديشن وجيرميشاوسين فاونديشن وفلورا فاميلي فاونديشن وصندوق روكفيلر برازرز وديفيد ولوسيل باكارد فاونديشن وهايسنج سيمونز فاونديشن وفورد فاونديشن وهاورد جي بوفيت فاونديشن وصندوق كنديدا وصندوق كريستينسين وأوك فاونديشن وسمارت فاميلي فاونديشن وإدجيرتون فاميلي فاونديشن والمفوضية الأوروبية ووزارة التنمية الدولية في المملكة المتحدة ووكالة التنمية الدولية السويدية ومؤسسة الأمم المتحدة وبرنامج الأمم المتحدة للبيئة والبنك الدولي وصندوق الخريجين لورشة العمل الخيرية الغربية في تايد فاونديشن ومتبرع مجهول من عائلة روكفيلر.
وقد عقدت شبكة الصحافة الأرضية شراكات إستراتيجية مع المركز الدولي لتطوير الاتصالات في الصين وجمعية الصحفيين البيئيين الإندونيسيين (SIEJ) والمنتدى الفيتنامي للصحفيين البيئيين (VFEJ) وشبكة صحفيي تغيير المناخ من القرن الإفريقي العظيم (NECJOGHA) والشبكة المكسيكية للصحفيين البيئيين (REMPA) والشبكة الفلبينية للصحفيين البيئيين (PNEJ) والجمعية التايلاندية للصحفيين البيئيين ومنتدى الصحفيين البيئيين في الهند (FEJI) وجمعية الصحفيين البيئيين (SEJ) في الولايات المتحدة واتحاد الصحفيين البيئيين (سيراليون) والمعهد الكمبودي للدراسات الإعلامية وصحيفة موسكو تايمز والصحافة الأوروبية الشبابية وشبكة صحفيي المقاطعات البيروفية والمعد الدولي للبيئة والتطوير (IIED) ومعهد بانوس وشبكة الحوار الصينية والاتحاد الدولي لحفظ الطبيعة (IUCN) ومنظمة O Eco في البرازيل وصندوق الأخبار البيئية.